# تنام تاتوبي
تنام تاتوبي (الاسم العلمي: Crypturellus tataupa) هو نوع من الطيور يتبع جنس التنام مخفي الذيل من فصيلة التنامية.